# Nas ne dogoniat
Singles de t.A.T.u.
Ia sochla s ouma
(2000) 30 minout
(2001)
Clip vidéo
[vidéo] « Nas ne dogoniat », sur YouTube
Nas ne dogoniat (plus communément translittérée en Nas Ne Dagoniat ou Nas Ne Dogonyat ; en cyrillique russe : Нас не догонят, « Ils ne nous rattraperont pas ») est une chanson du duo féminin russe t.A.T.u.. Elle fair partie de leur premier album 200 po vstretchnoï, sorti (en Russie) en mai 2001.
C'était un hit en Russie et en Pologne.
Le clip vidéo sort au printemps 2001. Il y aura aussi une version anglaise de cette chanson, intitulée Not Gonna Get Us, qui fera partie du premier album anglais du duo, 200 km/h in the Wrong Lane (2002), et sortira en single à l'étranger.

## Classements
| Classement (2001)           | Meilleure position |
| --------------------------- | ------------------ |
| Pologne (30 ton)            | 1                  |
| Roumanie (Romanian Top 100) | 1                  |